# Serie B 2024/2025
Soutěžní ročník Serie B 2024/25 byl 93. ročník druhé nejvyšší italské fotbalové ligy. Základní část soutěže začala 16. srpna 2024 a skončila 13. května 2025. Zúčastnilo se jí 20 týmů; z toho se 13 kvalifikovalo z minulého ročníku, 3 ze Serie A a 4 ze třetí ligy. Nováčci ze třetí ligy: Mantova, Cesena, Juve Stabia a Carrarese.

## Účastníci
| Klub        | Město                   | Stadion                                 | Trenér | Minulá sezona                            |
| ----------- | ----------------------- | --------------------------------------- | --- | ---------------------------------------- |
| Bari        | Bari                    | Stadio San Nicola                       | Moreno Longo | 17. místo v Serii B                      |
| Brescia     | Brescia                 | Stadio Mario Rigamonti                  | Rolando Maran (1.–16. kolo) Pierpaolo Bisoli (17.–23. kolo) Rolando Maran                                          | 8. místo v Serii B                       |
| Carrarese   | Carrara                 | Stadio dei Marmi                        | Antonio Calabro | 3. místo ve skupině B v Serii C (postup) |
| Catanzaro   | Catanzaro               | Stadio Nicola Ceravolo                  | Fabio Caserta | 5. místo v Serii B                       |
| Cesena      | Cesena                  | Orogel Stadium-Dino Manuzzi             | Michele Mignani | 1. místo ve skupině B v Serii C (postup) |
| Cittadella  | Cittadella              | Stadio Piercesare Tombolato             | Edoardo Gorini (1.–8. kolo) Alessandro Dal Canto                                                                   | 14. místo v Serii B                      |
| Cosenza     | Cosenza                 | Stadio San Vito-Gigi Marulla            | Massimiliano Alvini (1.–27. kolo) Nicola Belmonte (28.–31. kolo) Massimiliano Alvini                               | 9. místo v Serii B                       |
| Cremonese   | Cremona                 | Stadio Giovanni Zini                    | Giovanni Stroppa (1.–8. kolo) Eugenio Corini (9.–13. kolo) Giovanni Stroppa                                        | 4. místo v Serii B                       |
| Frosinone   | Frosinone               | Stadio Benito Stirpe                    | Vincenzo Vivarini (1.–9. kolo) Leandro Greco (10.–26. kolo) Paolo Bianco                                           | 18. místo v Serii A (sestup)             |
| Juve Stabia | Castellammare di Stabia | Stadio Romeo Menti                      | Guido Pagliuca | 1. místo ve skupině C v Serii C (postup) |
| Mantova     | Mantova                 | Stadio Danilo Martelli                  | Davide Possanzini                                                                                                  | 1. místo ve skupině A v Serii C (postup) |
| Modena      | Modena                  | Stadio Alberto Braglia                  | Pierpaolo Bisoli (1.–12. kolo) Paolo Mandelli                                                                      | 10. místo v Serii B                      |
| Palermo     | Palermo                 | Stadio Renzo Barbera                    | Alessio Dionisi | 6. místo v Serii B                       |
| Pisa        | Pisa                    | Stadio Arena Garibaldi-Romeo Anconetani | Filippo Inzaghi | 13. místo v Serii B                      |
| Reggiana    | Reggio Emilia           | Mapei Stadium - Città del Tricolore     | William Viali (1.–31. kolo) Davide Dionigi                                                                         | 11. místo v Serii B                      |
| Salernitana | Salerno                 | Stadio Arechi                           | Giovanni Martusciello (1.–13. kolo) Stefano Colantuono (14.–20. kolo) Roberto Breda (21.–32. kolo) Pasquale Marino | 20. místo v Serii A (sestup)             |
| Sampdoria   | Janov                   | Stadio Luigi Ferraris                   | Andrea Pirlo (1.–3. kolo) Andrea Sottil (4.–16. kolo) Leonardo Semplici (17.–32. kolo) Alberico Evani              | 7. místo v Serii B                       |
| Sassuolo    | Sassuolo                | Mapei Stadium - Città del Tricolore     | Fabio Grosso | 19. místo v Serii A (sestup)             |
| Spezia      | La Spezia               | Stadio Alberto Picco                    | Luca D'Angelo | 15. místo v Serii B                      |
| Südtirol    | Bolzano                 | Stadio Druso                            | Federico Valente (1.–12. kolo) Marco Zaffaroni (13.–16. kolo) Fabrizio Castori                                     | 12. místo v Serii B                      |

## Tabulka
| Poř. | Tým                      | Z  | V  | R  | P  | VG | OG | B  |
| ---- | ------------------------ | -- | -- | -- | -- | -- | -- | -- |
| 1.   | US Sassuolo Calcio       | 38 | 25 | 7  | 6  | 78 | 38 | 82 |
| 2.   | Pisa SC                  | 38 | 23 | 7  | 8  | 64 | 36 | 76 |
| 3.   | Spezia Calcio            | 38 | 17 | 15 | 6  | 59 | 33 | 66 |
| 4.   | US Cremonese             | 38 | 16 | 13 | 9  | 62 | 44 | 61 |
| 5.   | SS Juve Stabia           | 38 | 14 | 13 | 11 | 42 | 41 | 55 |
| 6.   | US Catanzaro 1929        | 38 | 11 | 20 | 7  | 51 | 45 | 53 |
| 7.   | Cesena FC                | 38 | 14 | 11 | 13 | 46 | 47 | 53 |
| 8.   | Palermo FC               | 38 | 14 | 10 | 14 | 52 | 43 | 52 |
| 9.   | SSC Bari                 | 38 | 10 | 18 | 10 | 41 | 40 | 48 |
| 10.  | FC Südtirol              | 38 | 12 | 10 | 16 | 50 | 57 | 46 |
| 11.  | Modena FC                | 38 | 10 | 15 | 13 | 48 | 50 | 45 |
| 12.  | Carrarese Calcio 1908    | 38 | 11 | 12 | 15 | 39 | 49 | 45 |
| 13.  | AC Reggiana 1919         | 38 | 11 | 11 | 16 | 42 | 52 | 44 |
| 14.  | Mantova 1911             | 38 | 10 | 14 | 14 | 47 | 56 | 44 |
| 15.  | Frosinone Calcio         | 38 | 9  | 16 | 13 | 37 | 50 | 43 |
| 16.  | US Salernitana 1919      | 38 | 11 | 9  | 18 | 37 | 47 | 42 |
| 17.  | UC Sampdoria             | 38 | 8  | 17 | 13 | 38 | 49 | 41 |
| 18.  | Brescia Calcio (-4 body) | 38 | 9  | 16 | 13 | 42 | 48 | 39 |
| 19.  | AS Cittadella            | 38 | 10 | 9  | 19 | 30 | 56 | 39 |
| 20.  | Cosenza Calcio (-4 body) | 38 | 7  | 13 | 18 | 32 | 56 | 30 |

|  | Přímý postup do Serie A 2025/26 |
|  | Play off                        |
|  | Přímý sestup do Serie C 2025/26 |

## Play off
Boj o postupující místo do Serie A.

### Předkolo
SS Juve Stabia - Palermo FC 1:0 

US Catanzaro 1929 - Cesena FC 1:0

### Semifinále
SS Juve Stabia - US Cremonese 2:1 a 0:3 

US Catanzaro 1929 - Spezia Calcio 0:2 a 1:2

### Finále
US Cremonese – Spezia Calcio 0:0 a 3:2

## Play out
UC Sampdoria - US Salernitana 1919 2:0 a 3:0